# Prettiest Thing
Prettiest Thing è un singolo del duo inglese voce-batteria The Creatures, pubblicato il 30 agosto 1999 come unico estratto dall'album di remix Hybrids.
Chris Roberts di Uncut descrisse Prettiest Thing come "un malevolo mini-film", mentre il Daily Mail disse che evoca "lo stile inaccessibile di PJ Harvey".

## Tracce
Testi di Sioux, musiche dei Creatures.

### CD (Hormonal Mix)
1. Prettiest Thing (Howie B's Hormonal Mix) - 3:39
2. Prettiest Thing (Album Edit) - 3:19
3. Prettiest Thing (Subsonic Legacy Remix) - 7:39

### CD (Waking Dream Mix)
1. Prettiest Thing (Superchumbo's Waking Dream Mix) - 8:19
2. Turn It On (Emperor Sly's Elemental Mix) - 5:12
3. Guillotine (Bitten by the Black Dog) - 4:39